# Couvenmuseum
Het Couvenmuseum is een museum van kunst, toegepaste kunst en lokale geschiedenis in het centrum van de Duitse stad Aken in de deelstaat Noordrijn-Westfalen. Het museum is genoemd naar de Akense barokarchitecten Johann Joseph Couven en Jakob Couven en is gevestigd in het door Jakob Couven ontworpen Haus Monheim. De drie etages van het huis zijn ingericht als stijlkamers, die gezamenlijk een indruk geven van de Akense wooncultuur in de 17e, 18e en vroege 19e eeuw, en met name van de Luiks-Akense meubelstijl.

## Huisvesting
Het museum ontstond uit de wens van de kunsthistoricus Felix Kuetgens, directeur van de stedelijke musea in Aken, om meubels en kunstvoorwerpen uit de tijd van de Luikse barok tentoon te stellen. In 1925 wist de stad Aken het Haus Fey te verwerven, een stadspaleis dat door Jakob Couven aan het eind van de 18e eeuw grondig verbouwd was. De kamers van het Haus Fey en het in 1927 in de tuin heropgebouwde paviljoen Nuellens (later verplaatst naar Burtscheid) werden ingericht als stijlkamers. Op 1 juli 1929 opende het museum zijn deuren. De kunstschilder August von Brandis maakte in deze periode een interieurschildering van de Biedermeiersalon in het oude Couvenmuseum. In de eerste jaren van de Tweede Wereldoorlog bleef het museum open. In mei 1943 werden de meest waardevolle voorwerpen in veiligheid gebracht in Bad Wildungen. Op 14 juli 1943 werd het Haus Fey door bommen getroffen en brandde daarna volledig uit, waarbij een groot deel van de waardevolle inrichting verloren ging.
Na de oorlog werd een nieuw onderkomen voor het museum gezocht. In 1953 kocht de stad Aken het Haus Monheim, het enige gebouw van architect Jakob Couven dat de oorlog had doorstaan, maar dat begin 20e eeuw sterk was gemoderniseerd. Het duurde vijf jaar voordat het huis weer min of meer in de oorspronkelijke, 18e-eeuwse toestand was teruggebracht. Enkele schoorsteenmantels, deuren en lambriseringen uit andere, verwoeste huizen kregen in het Haus Monheim een plek. In 1958 werd het museum heropend.
Het in de onmiddellijke nabijheid van het stadhuis en de dom van Aken gelegen Haus Monheim bestaat uit meerdere bouwdelen: het Coeberghisches Stockhaus, een achterhuis, een binnenhof en het aangrenzende Haus zur Waage. In 1961 werd het naastgelegen huis Lindenbaum Hof aangekocht en in 1967 werd dit huis ingericht met een belangrijke collectie wandtegels, die door de kunstmecenas Peter Ludwig en zijn vrouw Irene Ludwig in bruikleen waren gegeven, later door hen werden geschonken.
Vanaf 1999 werd het museum ingrijpend gerestaureerd. Hoewel het museum in 2001 weer openging voor het publiek, gingen de restauratiewerkzaamheden (bijvoorbeeld van de wandbespanning in de Feestzaal) nog door. In 2003 werd de binnenhof overdekt met een glazen dak. In 2009 werd het museum opgenomen in de Route Charlemagne, die de voornaamste bezienswaardigheden van Aken (deels verbandhoudend met Karel de Grote) verbindt.

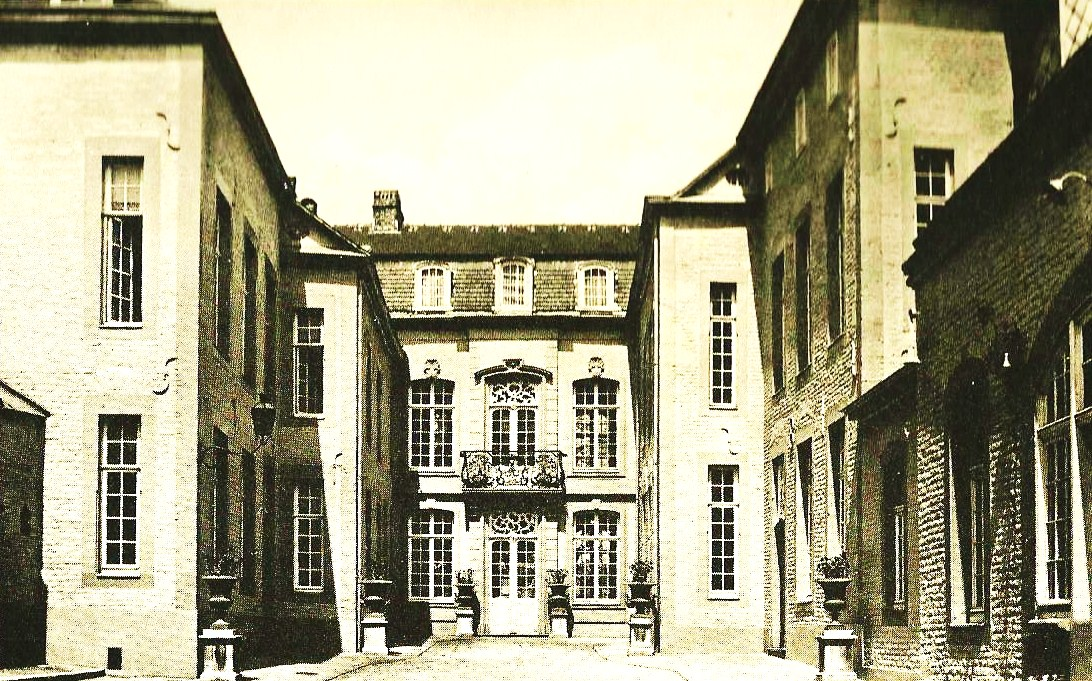
Haus Fey, ca. 1900
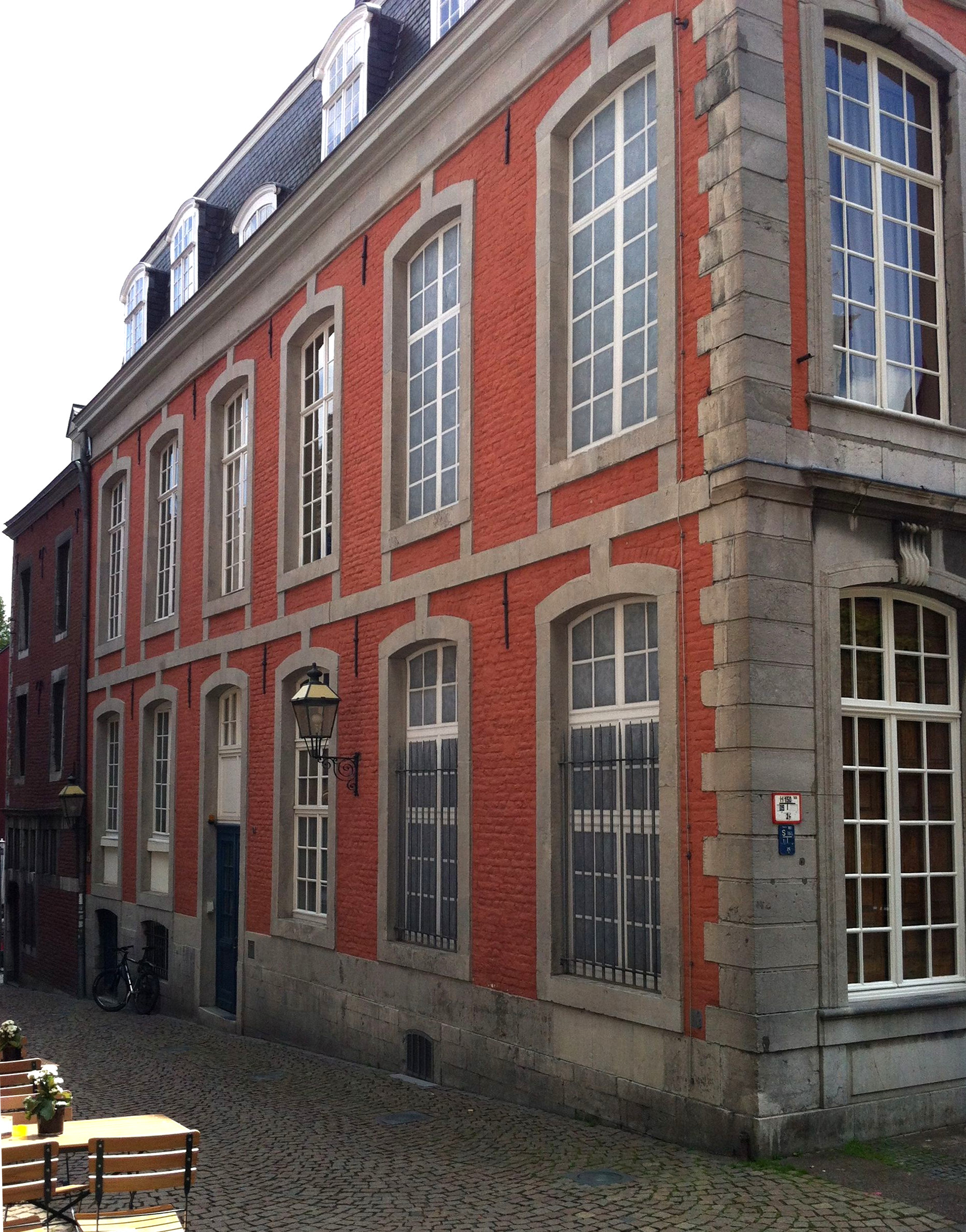
Zijgevel Haus Monheim
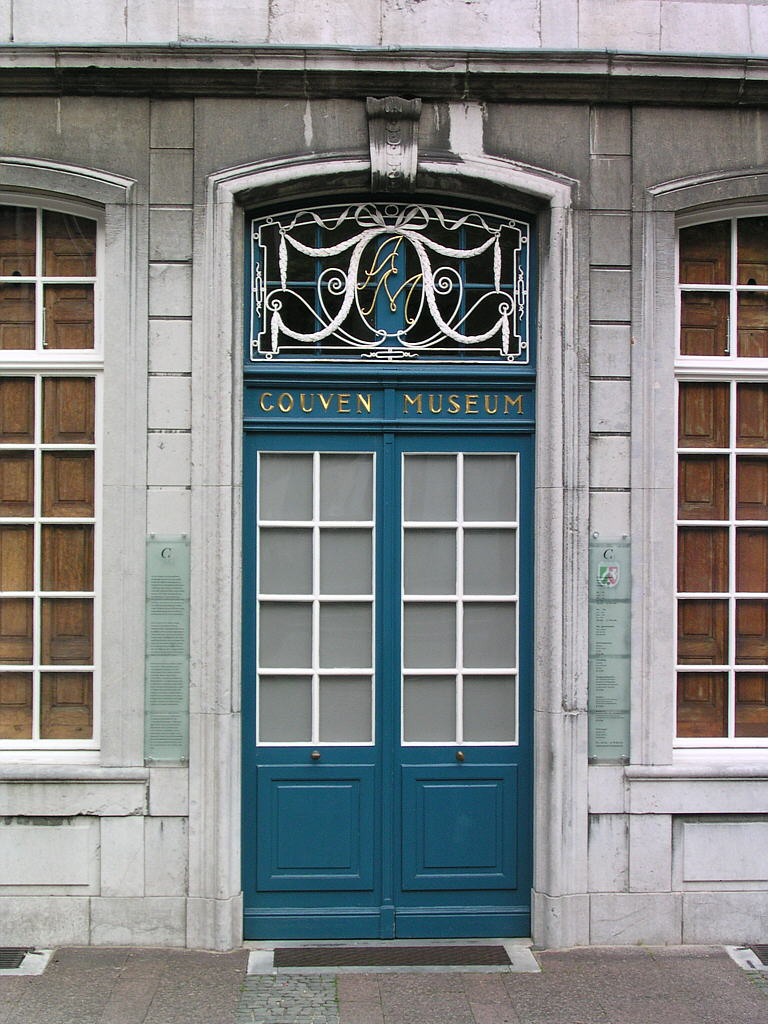
Entree Haus Monheim
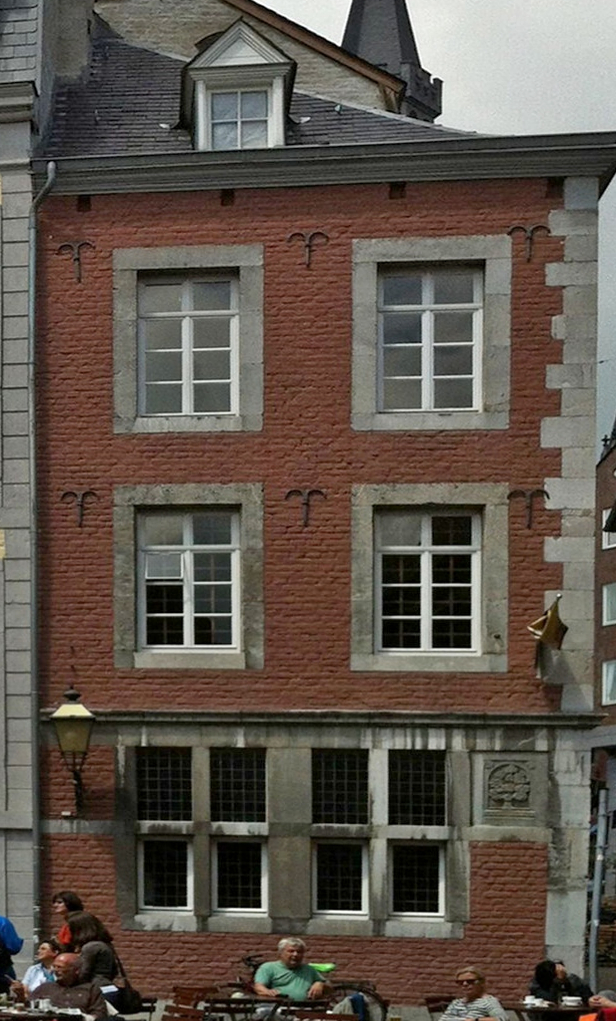
Lindenbaum Hof

## Collectie

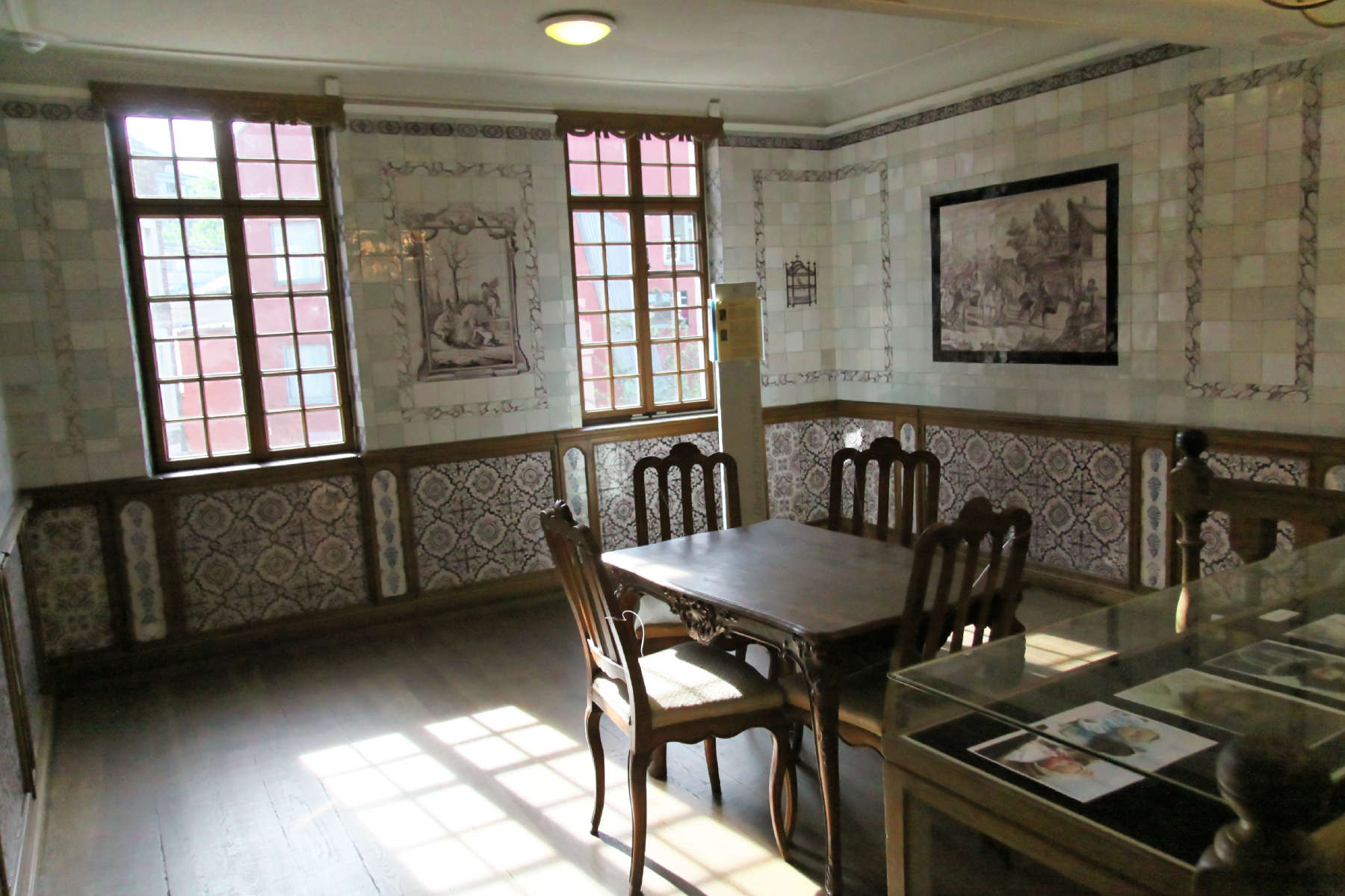
Een van de tegelkamers (Oberes Fliesenzimmer)

De stijlkamers van het museum zijn ingericht volgens de opeenvolgende stijlen van de 18e en vroege 19e eeuw: barok, régence, Lodewijk XV- en Lodewijk XIV-stijl, Directoire, Empirestijl en Biedermeier. Enkele kamers zijn thematisch ingericht, zoals de apotheekruimte, de keuken en de twee tegelkamers. Het glazenkabinet, het zilverkabinet en de kijkkastenkamer hebben een traditionele museale opstelling. De meeste zalen zijn echter ingericht als elegante salons met meubels uit de tijd van de Luiks-Akense barok. In sommige vitrinekasten worden porseleinen serviezen of siervoorwerpen uitgestald. Om het totaalbeeld van de stijlkamers niet te verstoren, is niet bij elk voorwerp een verklarende tekst aangebracht, maar wordt per zaal op één tekstbord in vier talen uitleg gegeven.

### Begane grond

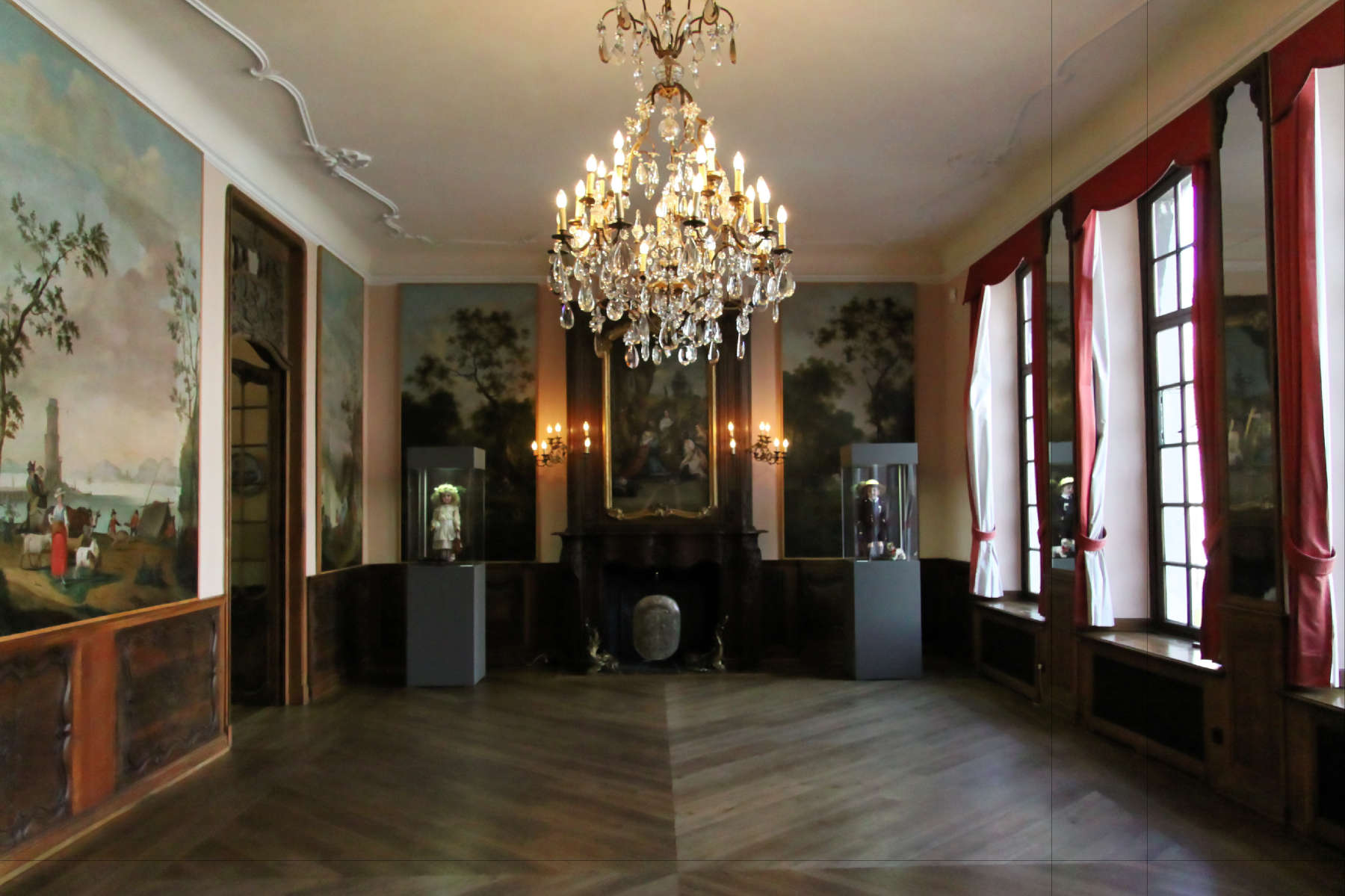
Feestzaal eerste etage

Op de begane grond is een ruimte ingericht als apotheek, ter herinnering aan de Adler-Apotheke die van 1663 tot 1878 in het Haus Monheim was gevestigd. In de keuken bevindt zich onder andere een open haard uit het begin van de 19e eeuw en een waterpomp. In het huis Lindenbaum Hof zijn twee kamers ingericht met antieke wandtegels uit de 16e tot de 19e eeuw. De wanden zijn betegeld met telkens vier tegels met hetzelfde patroon. De oudste tegels uit de 16e eeuw zijn Perzisch; de meeste 17e-eeuwse tegels zijn Hollands, onder andere uit Delft en Rotterdam. De Gaginikamer is zo genoemd omdat zich hier een uit het jaar 1778 daterende schoorsteenmantel bevindt van de Italiaans-Zwitserse stucwerker Petrus Nicolaas Gagini. In een aangrenzende kamer bevindt zich een portret, waarvan tot voor kort werd aangenomen dat het Johann Joseph Couven voorstelde, maar waarvan men nu aanneemt dat het de Maastrichtse architect Matheius Soiron is.

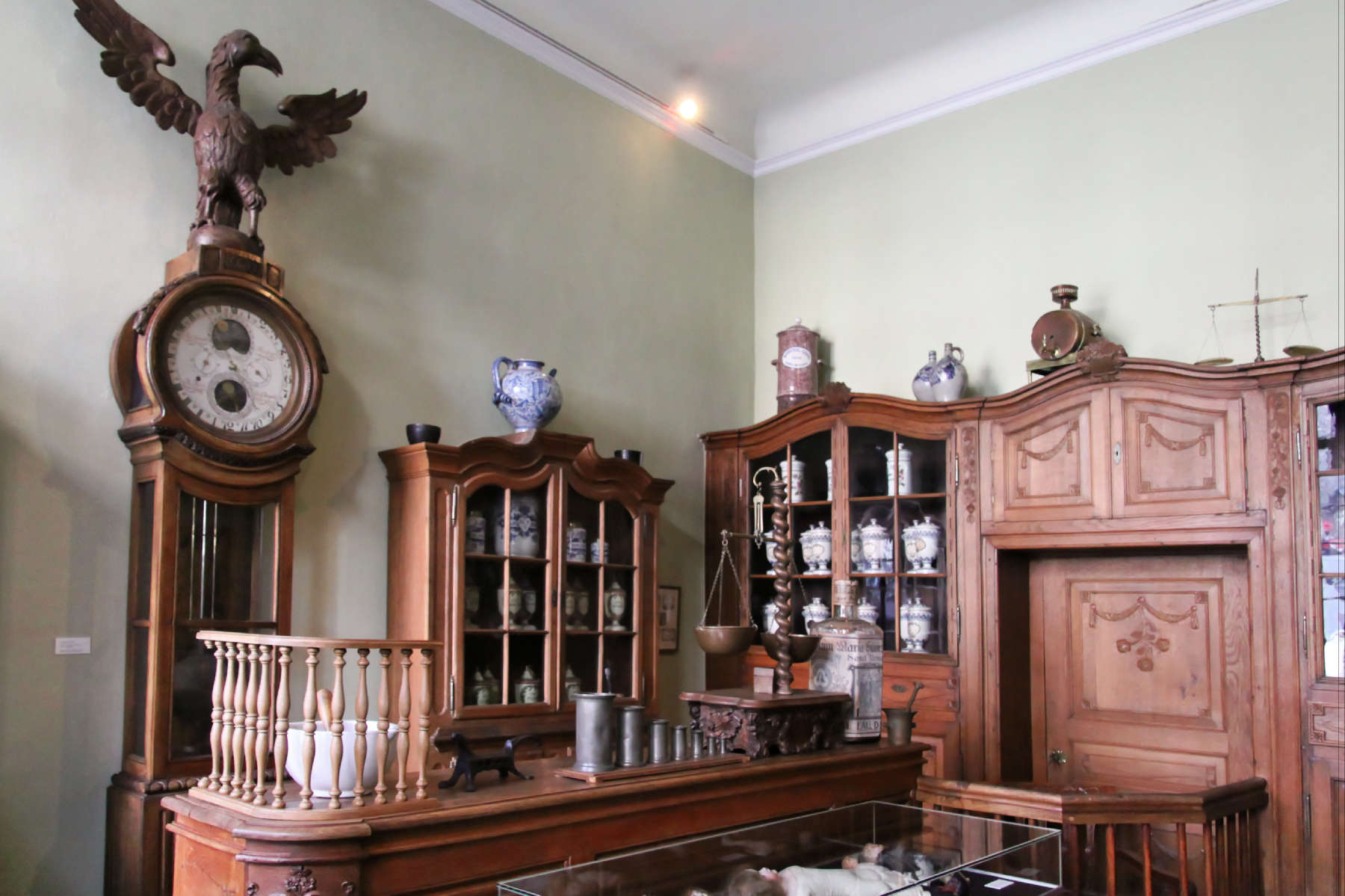
Historische apotheek
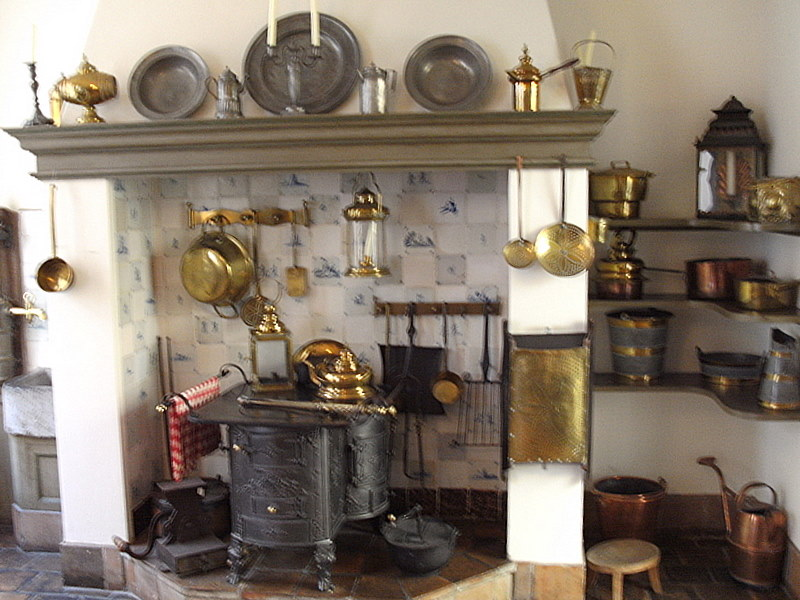
Keuken
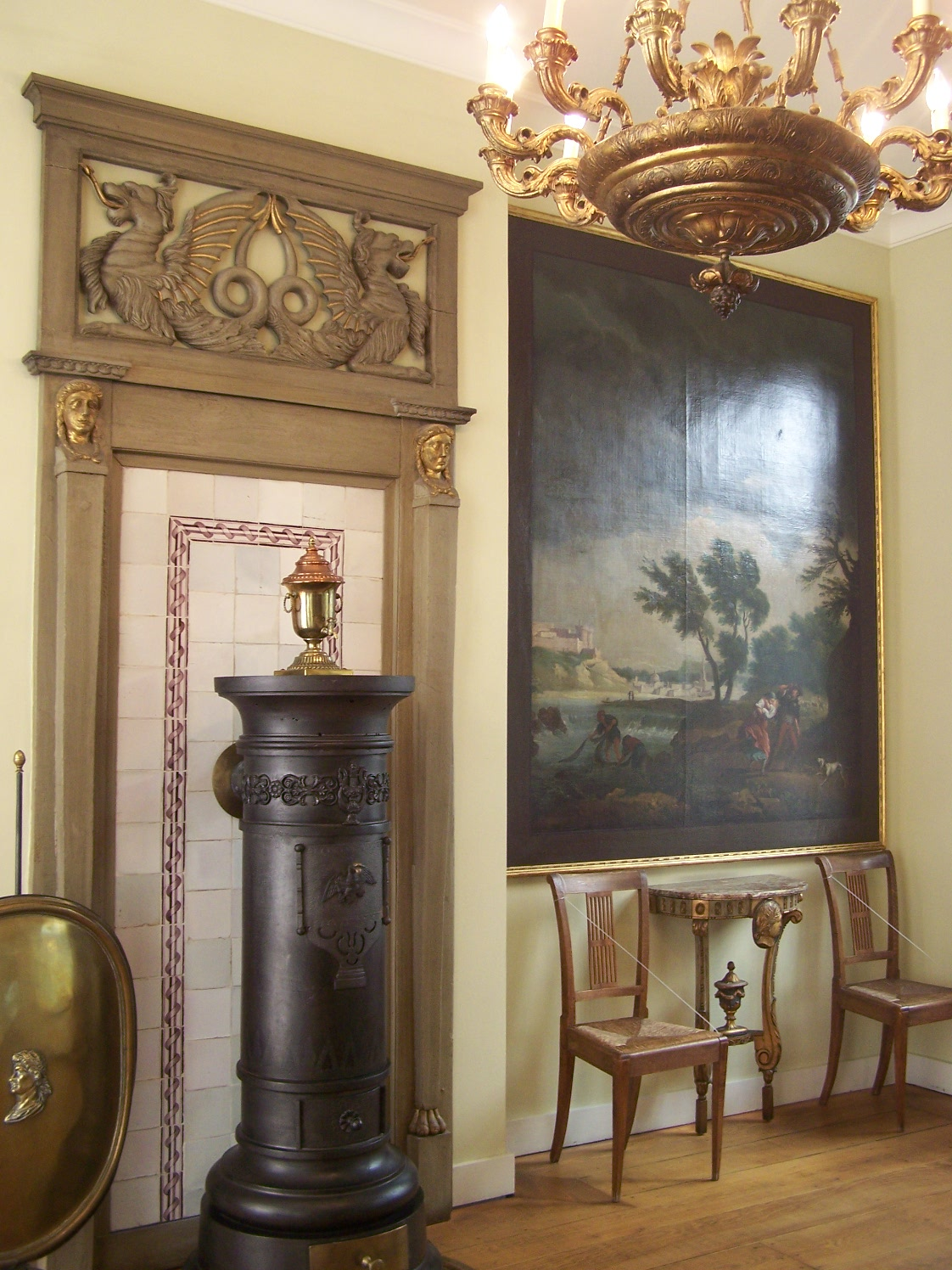
Directoirekamer
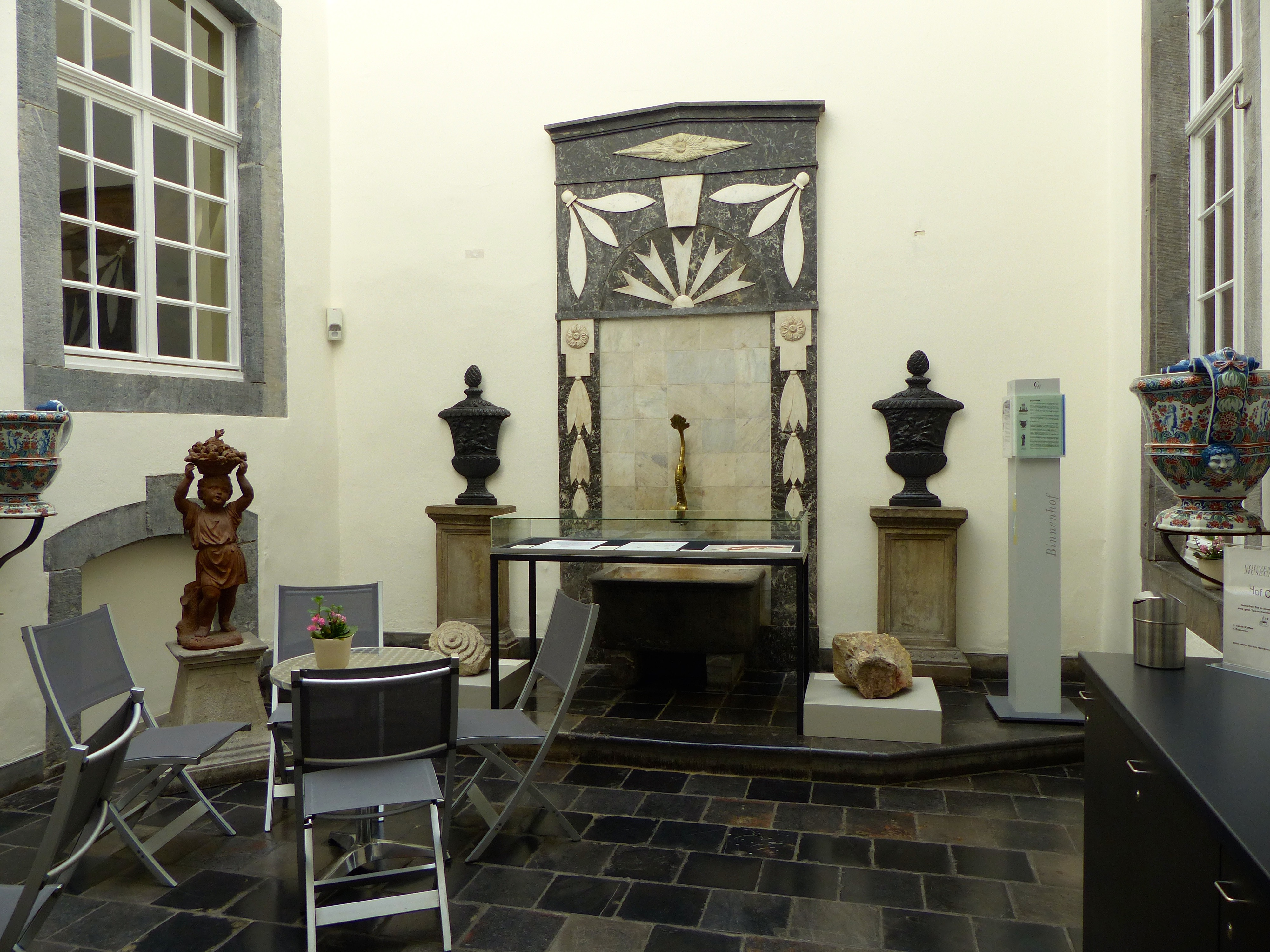
Binnenplaats

### Eerste etage
Op de eerste etage bevindt zich aan de voorzijde de Feestzaal, de grootste en belangrijkste kamer van het Haus Monheim. De spiegels tussen de ramen doen de zaal nog groter lijken. De vijf ramen zien uit over de Hühnermarkt. De twee deuren met Lodewijk XV-snijwerk en sopraporten met spiegels zijn oorspronkelijk afkomstig uit het in de oorlog grotendeels verwoeste Gartenhaus Mantels. De lambriseringen zijn afkomstig uit een Eupens huis. De wandbespanning is beschilderd met geïdealiseerde landschappen. In een Luikse vitrinekast zijn porseleinen en zilveren siervoorwerpen uit de verzameling Matthéy uitgestald. De Kleine Salon op dezelfde verdieping heeft nog een zogenaamde Kölner Decke, een balkenplafond daterend uit de tijd vóór de verbouwing door Couven. De lambrisering is afkomstig uit het stadhuis van Aken; de spiegels uit het Gartenhaus Mantels. De Akense vitrinekast in Lodewijk XVI-stijl bevat porseleinen gebruiksvoorwerpen. Zeer bijzonder is het klokmeubel uit 1760: een commode met daarop een groot uurwerk. Naast de kleine salon ligt een Chinees kabinet, met 18e-eeuwse chinoiserieën, zoals een kroonluchter in de vorm van een pagode. Een Luikse en een Akense vitrinekast zijn gevuld met Chinees en Japans porselein. Aan de achterkant van het gebouw ligt de Groene Salon met een door Johann Joseph Couven ontworpen schoorsteenmantel afkomstig uit het Gartenhaus Mantels. Het schoorsteenstuk stelt Zeus met Ganymedes voor. De twee schilderijen aan weerszijden zijn afkomstig uit het Von Clermonthuis in Vaals en stellen leden van de familie Von Clermont voor.

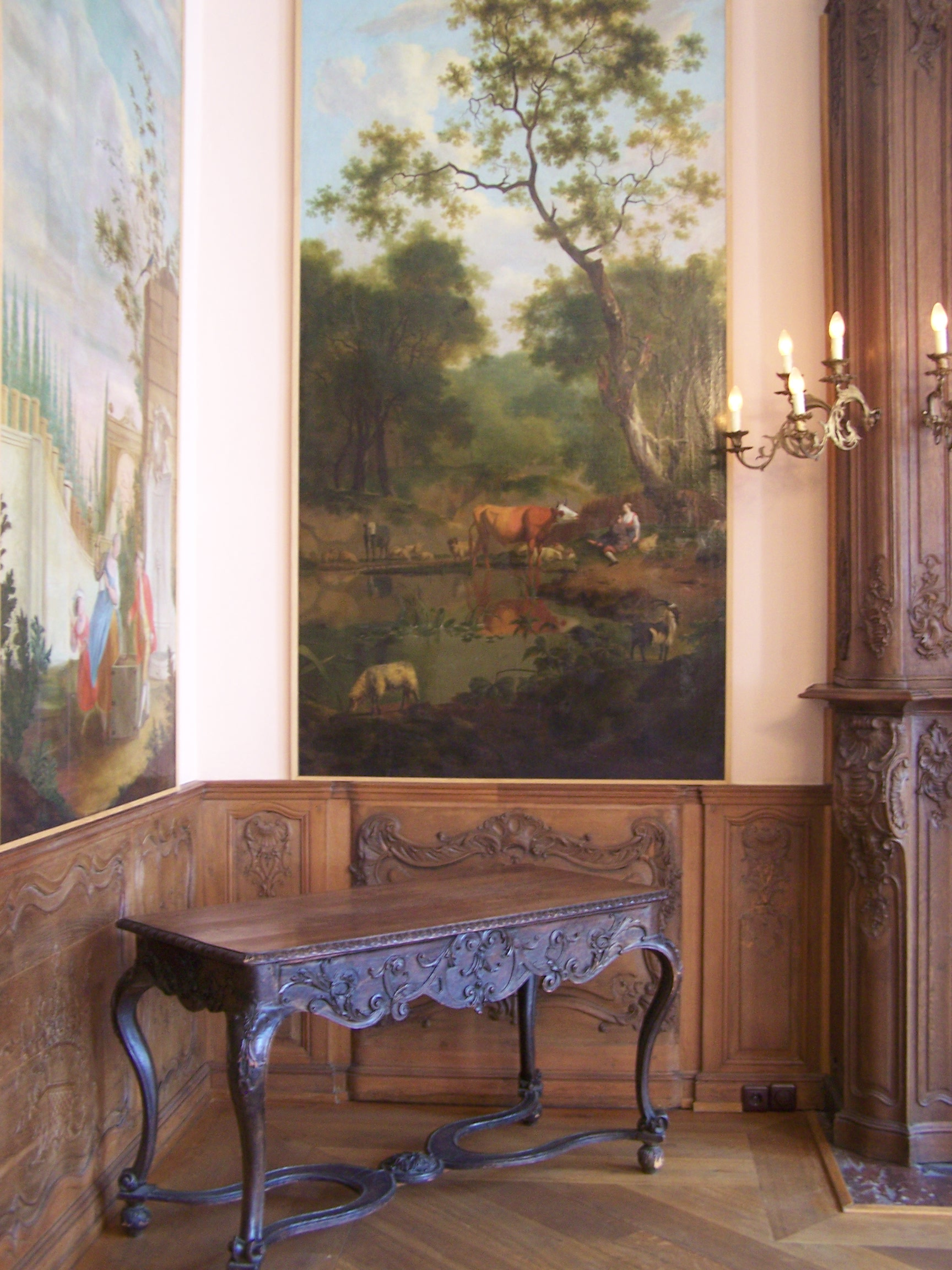
Feestzaal
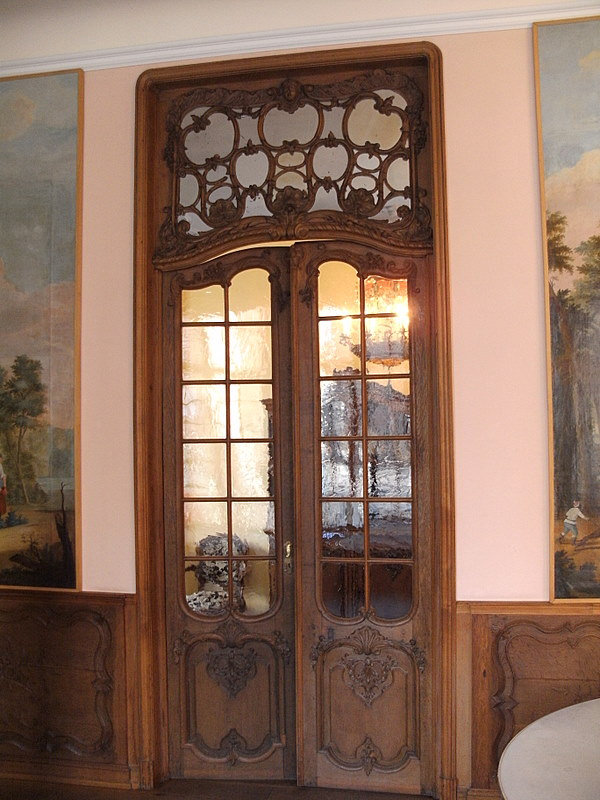
Detail Feestzaal
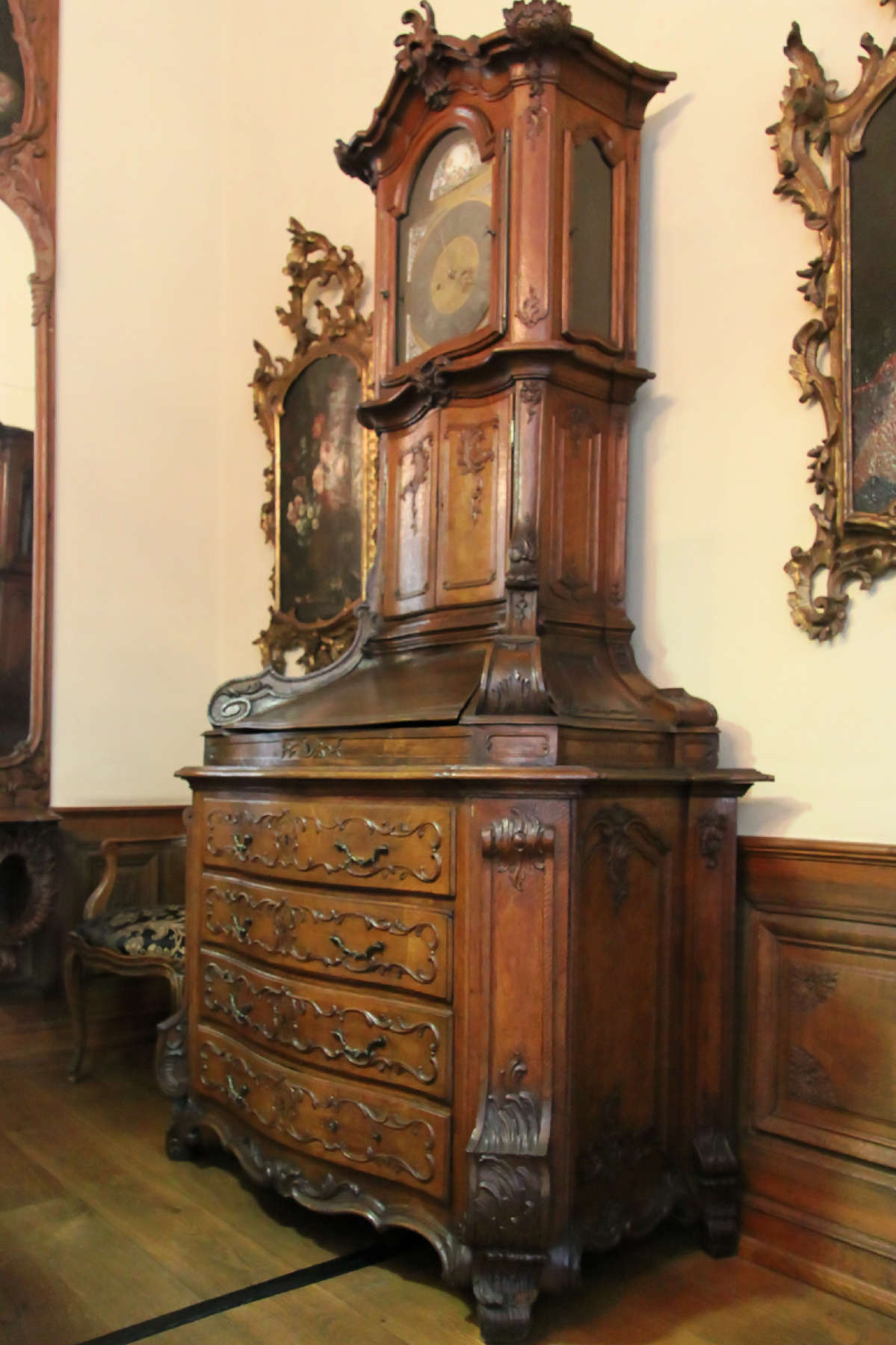
Klokmeubel Kleine Salon
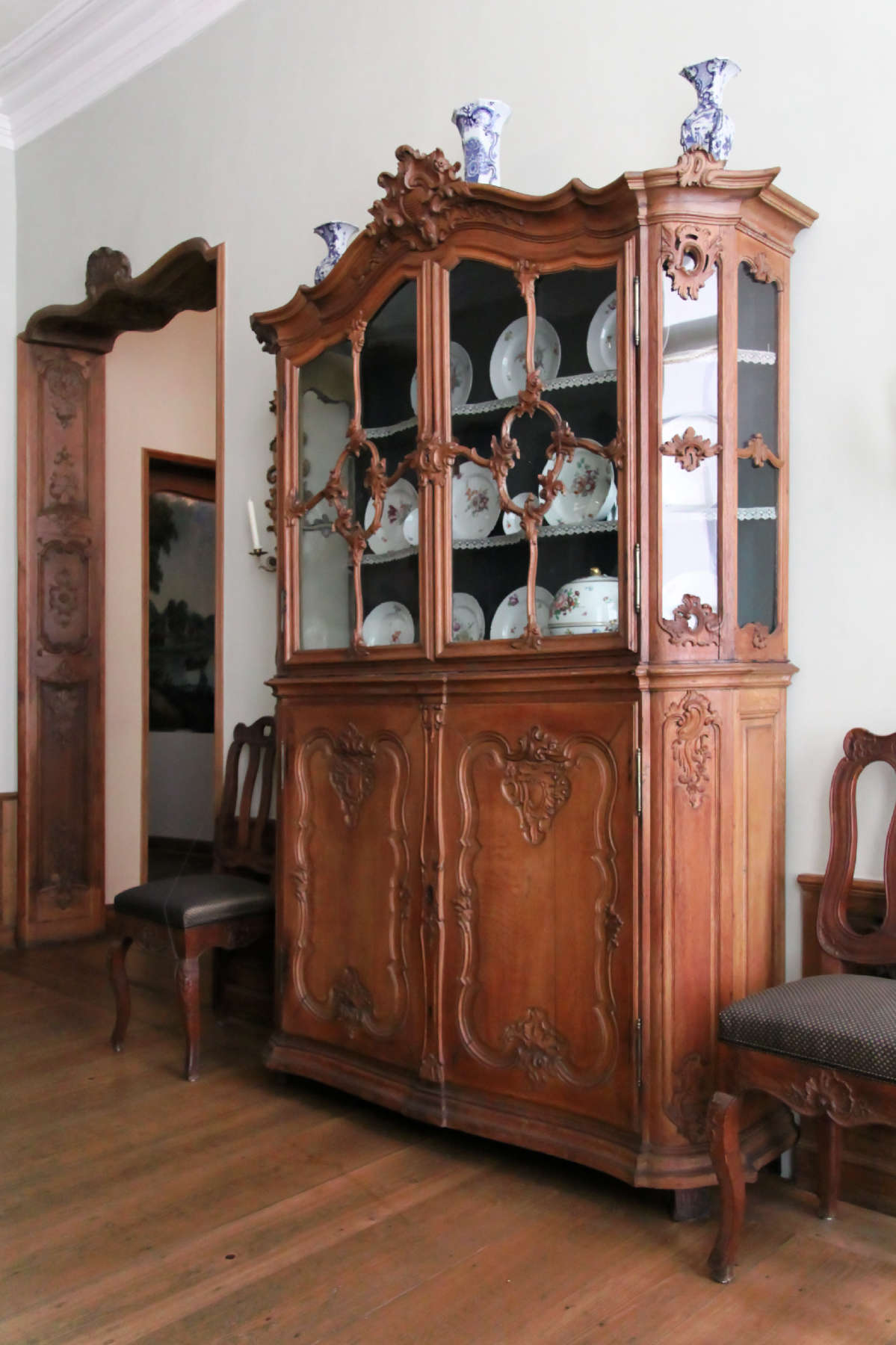
Groene Salon

### Tweede etage
Op de bovenste verdieping van het Haus Monheim bevinden zich drie stijlkamers en enkele thematische zalen. De Landschapskamer heeft een beschilderde wandbespanning met berg- en rivierlandschappen. Verder bevinden zich in deze kamer een Friese staartklok en een clavichord. De Empirezaal is ingericht met onder andere een bureau en een commode met bronsbeslag uit de Empiretijd. Aan de wanden hangen portretten van 19e-eeuwse Akense fabrikanten en kooplieden. De Biedermeierkamer heeft een gemoedelijke en solide inrichting, kenmerkend voor deze stijl. De in vergelijking met de voorgaande Lodewijkstijlen eenvoudige vitrinekast bevat gekleurd glas en porselein uit de 19e eeuw. Verder bevinden zich op de bovenverdieping van het museum een zilverkabinet (met voornamelijk 18e-eeuws zilver), een poppenhuiskabinet (met poppenhuis) en een kijkkastenkamer (met een zeer bijzondere collectie 18e-eeuwse kijkkasten).

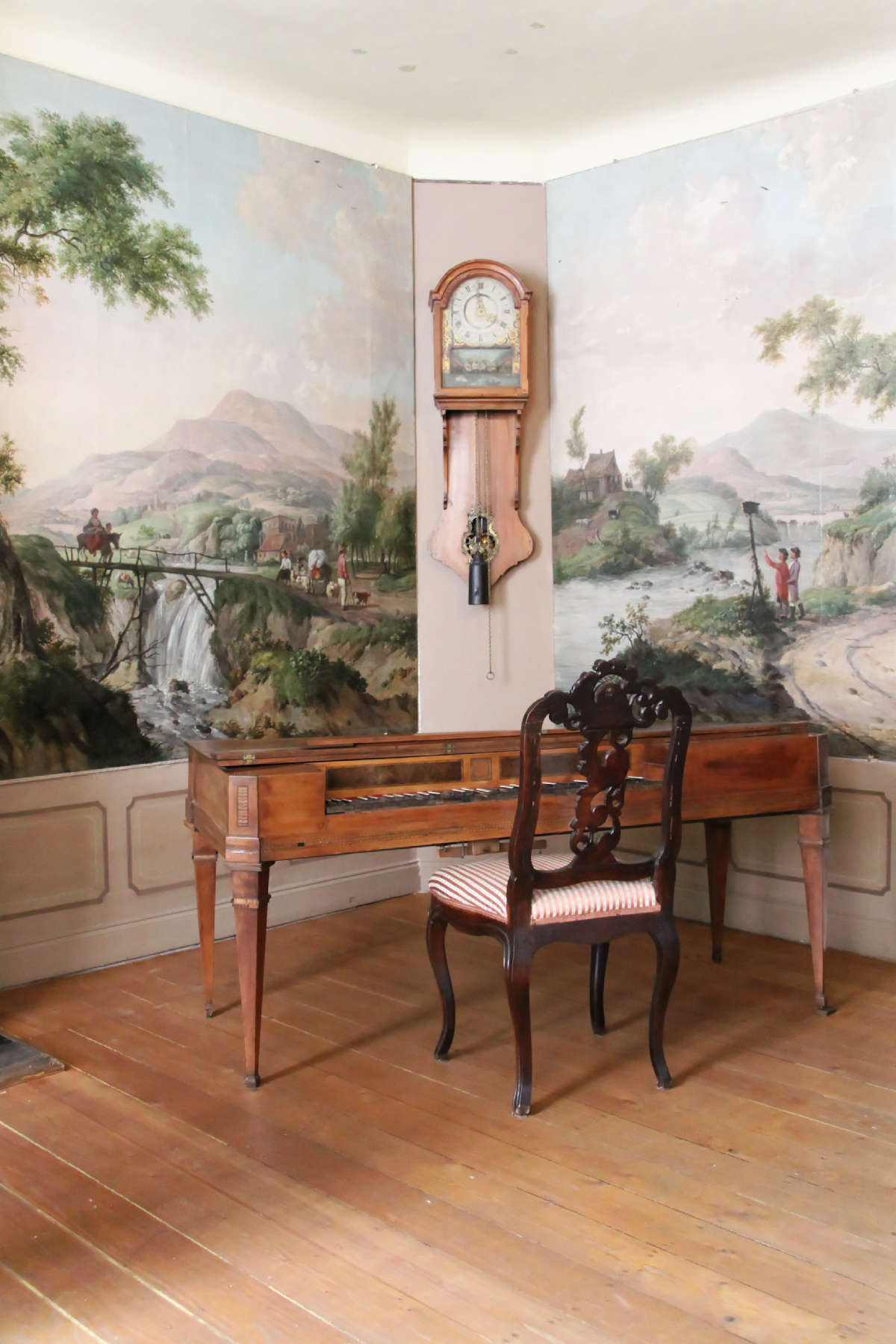
Landschapskamer
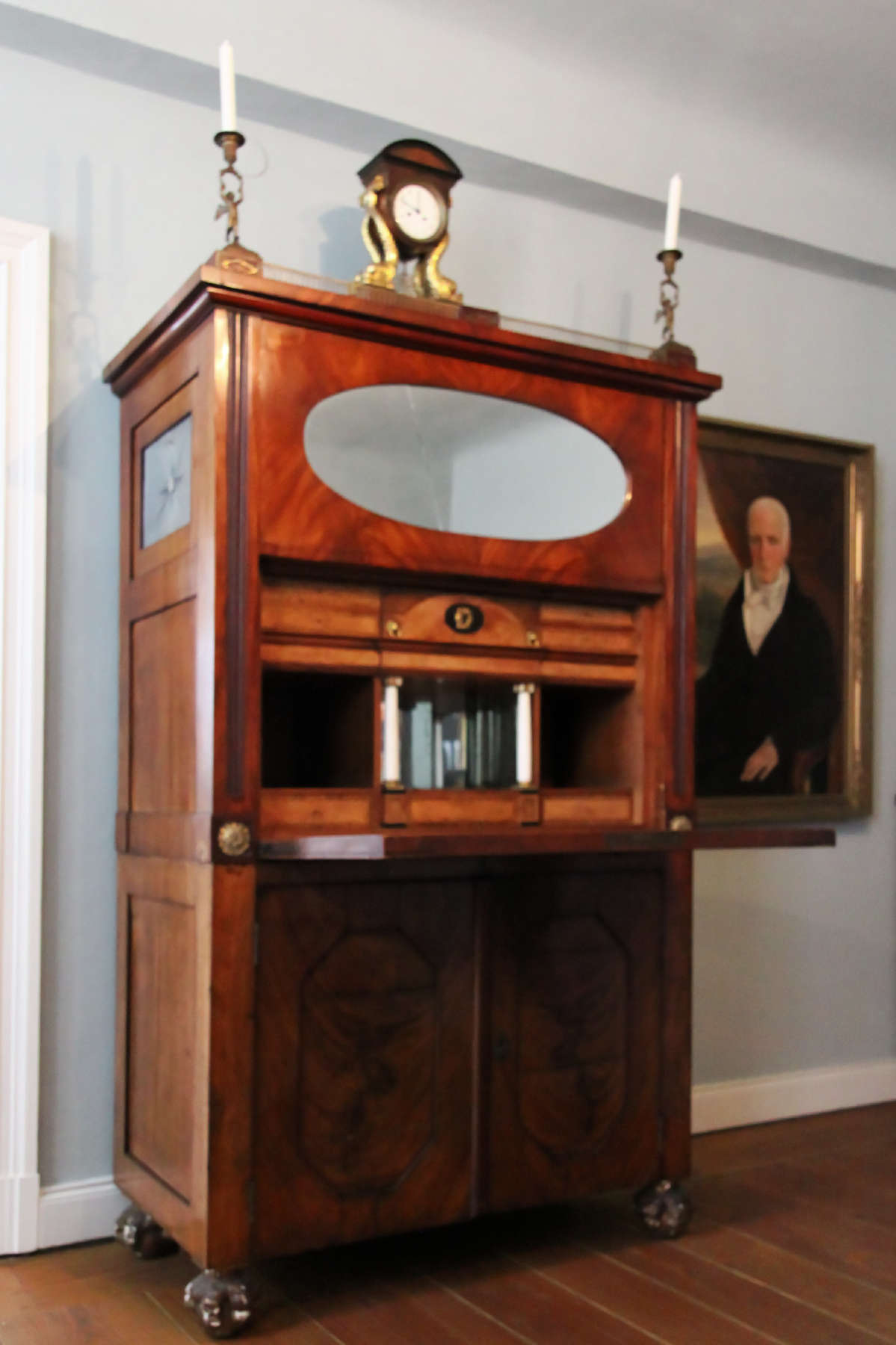
Empiremeubel
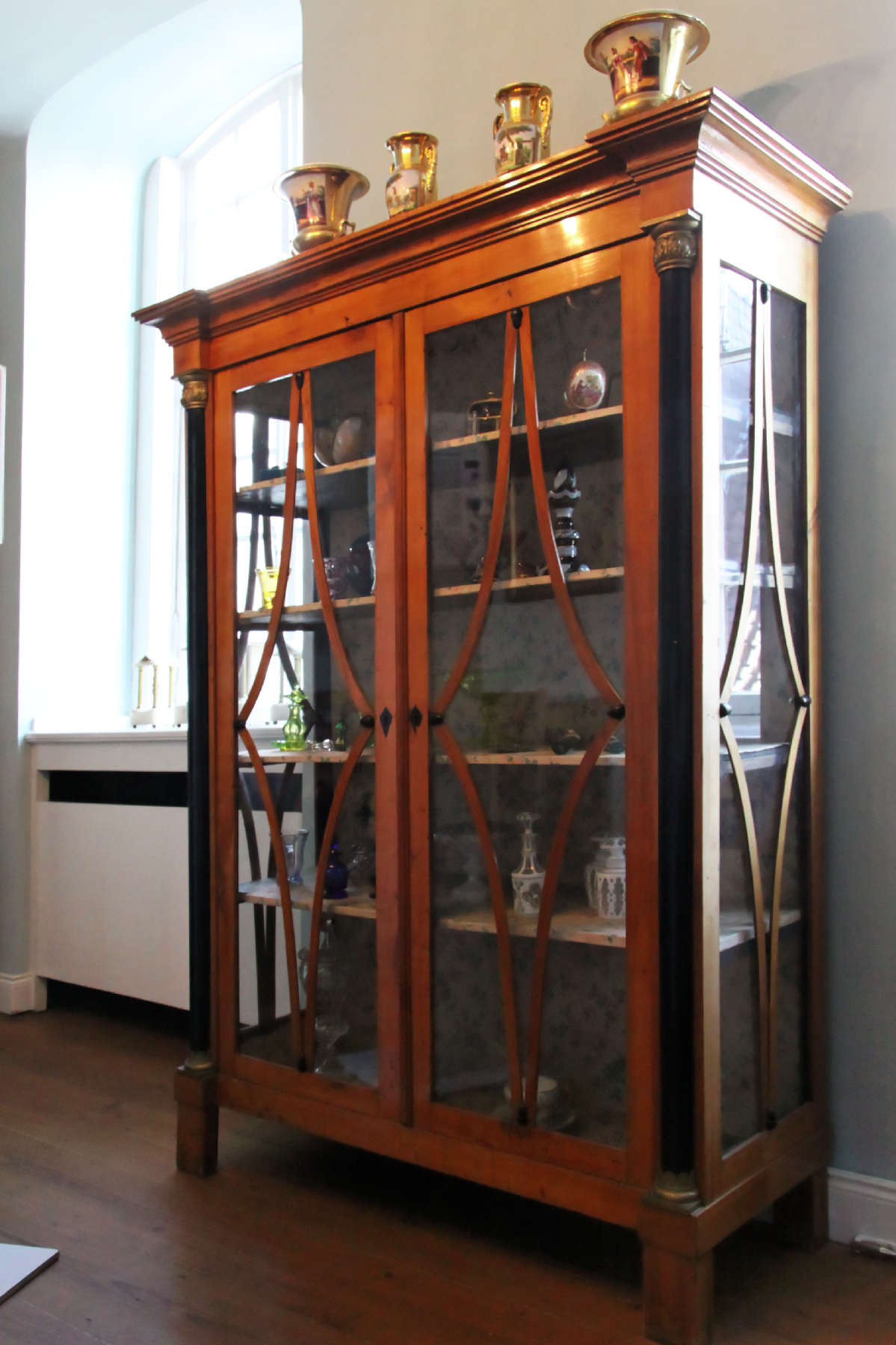
Biedermeiermeubel
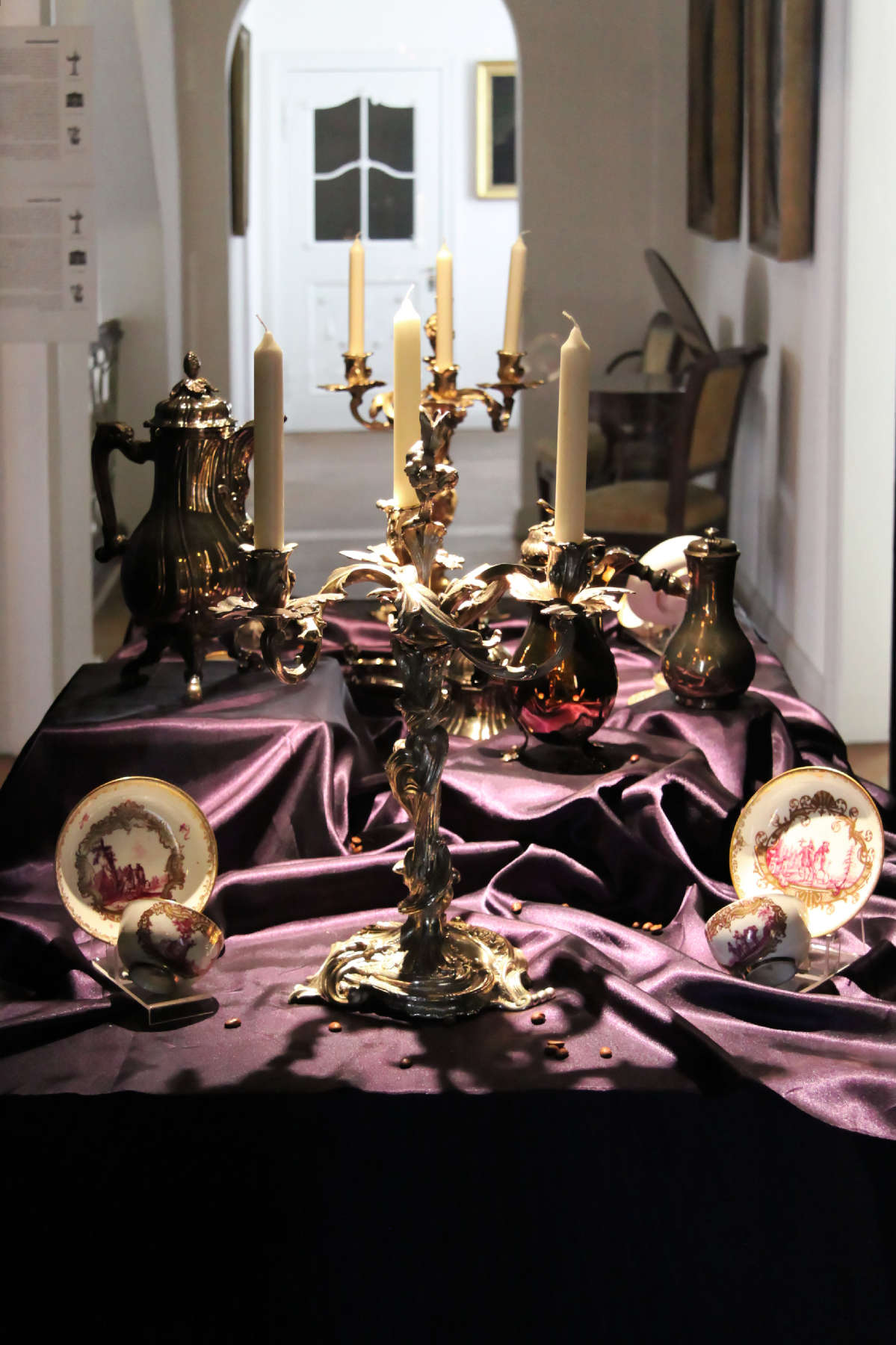
Zilverkabinet